# 马克·洛佩斯 (网球运动员)
馬克·洛佩斯（西班牙語：Marc López Tarrés，1982年7月31日—），西班牙職業網球運動員，2016年里約奧運男子網球雙打金牌、2016年法國網球公開賽男雙冠軍得主。他出生於巴塞隆納，現仍居住在西班牙巴塞隆納。於1999年轉為職業選手，2022年退役。
他生涯總計獲得13個ATP雙打冠軍，其中卡塔、印第安維爾斯與2016年里約奧運，都是和同胞拉斐爾·納達爾搭擋奪得，在2010年印第安維爾斯大師賽，意外擊敗多對雙打名將，決賽與世界第一丹尼爾·內斯特與內納德·齊莫尼奇組合交手，繼去年卡塔以來第二次的交手，結果直落二盤擊敗對手。

## 雙打冠軍
| 次數 | 日期       | 賽事                     | 場地 | 搭檔          | 決賽對手                            | 比分            |
| 1.   | 2009.01.09 | 杜哈公開賽, 卡達         | 硬地 | 拉斐爾·納達爾 | 丹尼爾·內斯特 內納德·齊莫尼奇       | 4-6, 6-4, 10-8  |
| 2.   | 2010.03.20 | 印第安維爾斯大師賽, 美國 | 硬地 | 拉斐爾·納達爾 | 丹尼爾·內斯特 內納德·齊莫尼奇       | 7-68, 6-3       |
| 3.   | 2010.05.09 | 埃斯托利尔公开赛, 葡萄牙 | 紅土 | 大衛·馬雷羅   | 巴勃羅·奎瓦斯 馬塞爾·格拉諾勒斯     | 61-7, 6-4, 10-4 |
| 4.   | 2010.07.25 | 德國公開賽, 德國         | 紅土 | 大衛·馬雷羅   | 熱雷米·夏爾迪 保羅-亨利·馬蒂厄      | 6-2, 2-6, 10-8  |
| 5.   | 2011.01.07 | 杜哈公開賽, 卡達         | 硬地 | 拉斐爾·納達爾 | 達尼埃萊·布拉奇亞利 安德烈亞斯·塞皮 | 6-3, 7-64       |

## 外部連結
- 马克·洛佩斯（英文/西班牙文）的官方資料
- 马克·洛佩斯 (网球运动员)的國際網球總會 職業／青少年 官方資料（英文）
- 马克·洛佩斯的官方資料（英文）